# Samantha Smith
Samantha Reed Smith (29 de junho de 1972 – 25 de agosto de 1985) foi uma menina estadunidense, chamada de "a mais jovem embaixadora dos EUA" e "embaixadora da boa-vontade" na União Soviética durante sua curta vida. Ela ficou famosa nestes dois países depois que, em 1982 durante a Guerra Fria, escreveu uma carta ao Sr. Iúri Andropov, então Secretário-Geral do Partido Comunista da União Soviética, que, surpreendentemente, enviou-lhe uma resposta em carta escrita por ele mesmo, incluindo um convite pessoal para visitar a União Soviética. O convite foi aceito e depois de sua visita à URSS, ela participou de atividades pacifistas no Japão, acompanhada pela mídia dos dois países. Além de suas atividades como Pacifista, Samantha escreveu um livro sobre sua viagem à União Soviética e atuou em uma série de televisão (Agente de Alto Risco/Lime Street), atuando ao lado de Robert Wagner. Prematuramente, aos 13 anos, morreu junto com seu pai num acidente de avião.

## Infância
Samantha Smith nasceu no estado do Maine, na pequena cidade de Houlton, filha de Arthur e Jane Smith. Seu pai era professor de literatura e redação na Universidade do Maine, e sua mãe era assistente social do Departamento de Serviços Humanos do Maine, ambos trabalhavam na cidade de Augusta, capital do Maine.
Samantha gostava de praticar hóquei, andar de patins, ler e estudar ciências, além de jogar no time de softball de sua escola. Com cinco anos de idade, ela escreveu uma carta para a Rainha Elizabeth II, expressando a sua admiração pela rainha. Em 1980, quando Samantha acabara de terminar a segunda série, a família mudou-se para a cidade de Manchester, no mesmo estado, onde continuou os estudos na Escola Primária de Manchester.

## As Cartas
Foi sua mãe, Jane Smith, quem descreveu como aconteceram os eventos que levaram sua pequena filha a escrever a histórica carta.
Após Iúri Andropov se tornar dirigente da URSS, os principais jornais e revistas estadunidenses publicaram sua foto em capas e matérias um tanto quanto negativas sobre e expectativas pessimistas quanto às "ameaças" que sua ascensão representava à paz mundial. Durante este período, houve diversas manifestações antinucleares na Europa Ocidental e na América do Norte, e havia expectativa para o filme de televisão The Day After ("O Dia Seguinte"), da ABC, sobre a vida após uma hecatombe com armas nucleares provocada por uma guerra deflagrada entre as duas superpotências. O presidente dos EUA, Ronald Reagan também esboçara o conceito de détente, e ordenara a instalação dos mísseis de cruzeiro e dos mísseis MGM-31 Pershing II na Europa Ocidental. A União Soviética estava envolvida na Guerra do Afeganistão havia três anos, o que contribuía para a tensão internacional.
Foi uma matéria de capa da revista Time (edição de 22 de novembro de 1982) que chamou a atenção de Samantha. Ela teria então perguntado à sua mãe: "Se as pessoas estão com tanto medo dele, por que alguém não escreve uma carta para ele perguntando se ele vai provocar uma guerra ou não?", ao que Jane teria respondido: "Por que você não faz isso?".
Em novembro de 1982, quando Samantha estava na quinta série, ela escreveu ao líder soviético Andropov, tentando entender por que as relações entre a URSS e os EUA estavam tão tensas.
Sua carta foi publicada no jornal soviético Pravda. Samantha ficou feliz ao descobrir que a sua carta tinha sido publicada, no entanto, ela não tinha recebido nenhuma resposta. Então, ela enviou uma carta ao embaixador da União Soviética nos Estados Unidos perguntando-lhe se o Sr. Andropov tinha a intenção de responder a sua carta. Em 26 de abril de 1983, ela recebeu uma resposta escrita pelo próprio Iúri Andropov.
Assediada pela mídia, Samantha foi entrevistada por Ted Koppel e Johnny Carson, entre outros, e teve sua história divulgada em várias reportagens pelas grandes redes americanas.

### A Carta enviada
Prezado Sr. Andropov,
Meu nome é Samantha Smith. Tenho dez anos de idade. Parabéns pelo seu novo emprego. Eu estou preocupada sobre a Rússia e os Estados Unidos estarem se preparando para iniciarem uma guerra nuclear. O senhor votará para que haja uma guerra ou não? Se não, por favor diga-me como o senhor vai ajudar a não haver uma guerra. O senhor não precisa responder esta pergunta, mas eu gostaria de saber por que o senhor quer conquistar o mundo ou pelo menos nosso país. Deus fez o mundo para nós vivermos juntos em paz e não para brigarmos.
Sinceramente,
Samantha Smith

### A Carta recebida
Prezada Samantha Smith
Eu recebi a sua carta, que é como muitas outras que me chegaram recentemente vindas do seu país e de outros países ao redor do mundo.
Parece-me, eu posso dizer pela sua carta, que você é uma menina corajosa e honesta, assemelhando-se a Becky, a amiga de Tom Sawyer no famoso livro de seu compatriota Mark Twain. Este livro é bem conhecido e amado no nosso país por todos os meninos e meninas.
Você escreve que está ansiosa sobre se vai haver uma guerra nuclear entre os nossos dois países. E vocês perguntaram o que nós estamos fazendo alguma coisa para não haver a guerra.
Sua pergunta é a mais importante de todos aquelas que colocam o homem a pensar. Eu vou responder-lhe de forma séria e honesta.
Sim, Samantha, nós da União Soviética estamos fazendo de tudo para que não haja guerra na Terra. Isso é o que todos os soviéticos querem. Isso é o que o grande fundador do nosso estado, Vladimir Lenin, nos ensinou.
Os soviéticos sabem bem que a guerra é uma coisa terrível. Quarenta e dois anos atrás, a Alemanha nazista, que atentou à supremacia sobre todo o mundo, atacou o nosso país foi, queimou e destruiu milhares de nossas cidades e aldeias, mataram milhões de soviéticos: homens, mulheres e crianças.
Nessa guerra, a qual terminou com a nossa vitória, nós estávamos em aliança com os Estados Unidos: juntos nós lutamos para a libertação de muitas pessoas dos invasores nazistas. Eu espero que você saiba sobre esta história das suas aulas na escola. E hoje nós queremos muito mais viver em paz, para negociar e cooperar com todos os nossos vizinhos nesta terra, com os distantes e os próximos. E certamente com um grande país como os Estados Unidos da América.
Na América e no nosso país existem armas nucleares, armas terríveis que podem matar milhões de pessoas em um instante. Mas nós não queremos que elas sejam sempre utilizadas. Essa é precisamente a razão pela qual a União Soviética solenemente declarou por todo o mundo que nunca, nunca, irá utilizar primeiro as armas nucleares contra qualquer país. Em termos gerais, nós propomos interromper a produção delas e ainda a proceder à supressão de todo o seu estoque existentes na Terra.
Parece-me que esta é uma resposta suficiente à sua segunda pergunta: “Por que vocês querem uma guerra contra o mundo inteiro ou, pelo menos, contra os Estados Unidos?”. Nós não queremos nada disto. Ninguém em nosso país, tampouco os trabalhadores, os camponeses, os escritores, nem os médicos, muito menos os adultos ou as crianças, nem os membros do governo, de modo idêntico queremos uma grande ou “pequena” guerra.
Nós queremos a paz, há algo maior para nos ocuparmos como: o cultivo de trigo, construindo e inventando, escrevendo livros e voar para o espaço. Nós queremos a paz para nós mesmos e para todos os povos do planeta. Para os nossos filhos e para você, Samantha.
Eu convido você, se seus pais a permitirem, para vir ao nosso país, nesta melhor época, o verão. Você terá informações sobre o nosso país, encontrará com seus contemporâneos, visitará um acampamento internacional para crianças, o Artek, que fica perto do mar. E verá por si própria: que, na União Soviética, todo mundo é a favor da paz e amizade entre os povos.
Obrigado pela sua carta. Eu desejo-lhe as maiores felicidades na sua vida.
"Y. Andropov"

## A viagem à União Soviética
Em 7 de Julho de 1983, ela voou para Moscou com seus pais, e passou duas semanas como hóspede do secretário geral. Durante a viagem ela visitou Moscou e Leningrado e passou um tempo maior em Artek, um dos principais acampamentos infantis soviéticos e um dos pioneiros na cidade de Gurzuf sobre a Península da Criméia.
Em Moscou, numa conferência de imprensa, ela declarou: "Eles (os russos) são ... quase ... como nós."
Em citação no seu livro, Samantha disse que, em Leningrado, ela e seus pais foram surpreendidos com a simpatia do povo e pelos presentes que muitas pessoas fizeram para eles.
Em Artek, Samantha escolheu ficar com as crianças soviéticas em vez de ficar em um privilegiado e exclusivo alojamento oferecido a ela. Para maior facilidade de comunicação, professores e crianças com inglês fluente, foram escolhidos para permanecer no prédio onde ela foi alojada. Samantha partilhou um dormitório com nove outras meninas, e gastou parte do seu tempo nadando, conversando e aprendendo o músicas russas e danças. Enquanto permaneceu por lá, ela fez muitos amigos, incluindo Natasha Kashirina, de Leningrado, que falava inglês fluentemente.
Andropov não chegou a se encontrar com Samantha durante a sua visita, apenas conversaram por telefone. Mais tarde descobriu-se que Andropov adoecera gravemente e preferiu não se mostrar aos olhares do público durante este tempo. Samantha também recebeu um telefonema da cosmonauta russa Valentina Tereshkova, a primeira mulher a orbitar a Terra. No entanto, não percebendo com quem ela estava falando, Samantha erroneamente desligou após apenas uma breve conversa.
A mídia seguiu todos os seus passos, fotografias e artigos sobre ela foram publicadas pelos principais jornais e revistas soviéticas sobre a sua viagem e depois dela. Ela se tornou amplamente conhecida dos cidadãos soviéticos que tinham muito respeito por ela.

## De volta aos Estados Unidos
Quando regressou para os Estados Unidos, em 22 de julho de 1983, Samantha foi agraciada pelo povo do Maine com rosas, um tapete vermelho, e uma limusine e a sua popularidade continuou a crescer em seu país.
A sua viagem teve boa aprovação da população norte-americana embora alguns críticos permaneceram céticos, acreditando que Samantha foi involuntariamente servir-se como um instrumento de propaganda soviética. Também inspirou outros intercâmbios com crianças, intituladas como embaixadoras da boa vontade, incluindo uma visita da soviética Katya Lycheva, de onze anos de idade, para os Estados Unidos.
Em dezembro de 1983, continuando em seu papel como "mais jovens embaixadora da América", ela foi convidada para ir ao Japão, acompanhada de sua mãe, ela se reuniu com o primeiro-ministro Yasuhiro Nakasone e participou do Simpósio Internacional Infantil em Kobe. Em seu discurso no simpósio, ela sugeriu um intercâmbio entre as netas dos dois dirigentes soviéticos e americanos, por duas semanas a cada ano, argumentando que um presidente não gostaria de enviar uma bomba para um país no qual sua neta estaria visitando.
Samantha prosseguido com seu papel de celebridade política e a pacifista, em 1984, estrelou um especial sobre política produzido pelo canal de televisão da Disney, intitulado "Samantha Smith vai para Washington ... Campanha de 1984." Ela entrevistou vários candidatos para a eleição presidencial de 1984, incluindo George McGovern e Jesse Jackson. Em 1985 ela co-estrelou com Robert Wagner, em uma série televisiva chamada Agente de Alto Risco (Lime Street). Mais tarde, Samantha escreveu um livro chamado Viagem à União Soviética.

## A tragédia
Em 25 de agosto de 1985, Samantha e seu pai estavam retornando para casa após as filmagens da série de TV, o avião em que estavam teve problemas na aterrissagem na pista do aeroporto regional de Lewiston, em Auburn, Maine, e chocou-se no solo provocando a morte de todos os seis passageiros e dos dois tripulantes a bordo. Muita especulação sobre a causa do acidente foi divulgada posteriormente. Um inquérito foi realizado nos Estados Unidos e o relatório oficial foi tornado público. Como se afirma no relatório, o acidente ocorreu por volta das vinte e duas horas, era uma noite chuvosa, os pilotos eram inexperientes e a velocidade do avião, no momento do impacto, impediu que os ocupantes sobrevivessem ao acidente. O avião do voo fatal era um Beechcraft 99 da Bar Harbor Airlines.
Samantha Smith foi velada por cerca de 1 000 pessoas em seu funeral, em Augusta, Maine, e foi elogiada em Moscou como uma campeã da paz. Participaram o ator Robert Wagner e o embaixador soviético Vladimir Kulagin de Washington, que leu uma mensagem de condolências pessoais de Mikhail Gorbachev, enquanto o Presidente Reagan enviou suas condolências a Jane Smith, por escrito: "Talvez você possa confortar-se com o reconhecimento de que milhões de norte-americanos, na verdade milhões de pessoas, compartilham a sua dor. Eles também vão estimar e lembrar de Samantha, seu sorriso, seu idealismo e sua inalterada doçura de espírito."
Samantha e seu pai estão enterrados em Houlton, onde ela nasceu.

## Homenagens
Samantha recebeu uma série de homenagens de várias pessoas do mundo, dos russos, dos cidadãos americanos e do povo de seu estado natal.

### Estadunidenses
Em outubro de 1985, a mãe de Samantha fundou a Fundação Samantha Smith, para promover o intercâmbio de estudantes entre os Estados Unidos e a União Soviética, o programa durou dez anos e encontra-se inativo.
Em Maine, uma lei estadual determina que a primeira segunda-feira de junho de cada ano é oficialmente designado como o Dia de Samantha Smith.
No museu da cidade de Augusta, há uma estátua que retrata Samantha liberando uma pomba com um filhote de urso descansando em seus pés. O filhote de urso representa tanto o estado do Maine quanto a Rússia.

### Russos
A União Soviética emitiu um selo comemorativo com o seu retrato.
O asteróide 3147, descoberto pela astrônoma soviética Lyudmila Chernykh, foi nomeado de Samantha 3147. Um diamante encontrado em Sibéria, uma montanha na antiga União Soviética e um navio também foram nomeados com seu nome.
Um monumento seu foi construído em Moscou, mas, durante a dissolução do país, fora roubado. Em 2003, Valentin Vaulin, um militar reformado, construiu um novo monumento em sua honra, sem nenhum tipo de apoio do governo.
Depois do colapso da União Soviética, a extensa cobertura da mídia russa sobre os eventos relacionados à Samantha Smith cessaram-se.

### Outros
Em 1985, o músico dinamarquês Per Nørgård escreveu um concerto em viola Remembering Child em sua memória.